# Смектиты

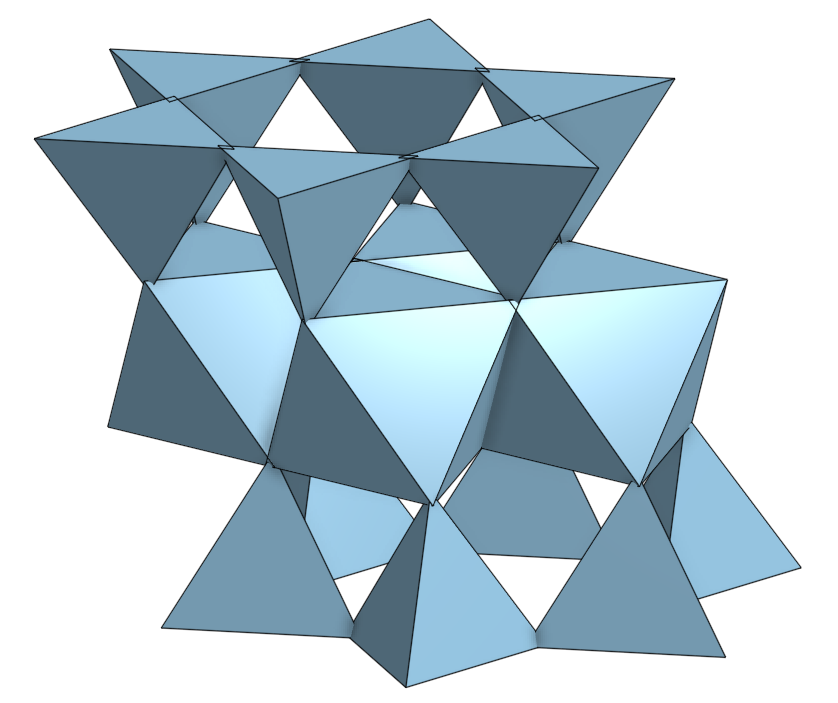
Смектит

Смектиты (от др.-греч. σμηκτός smektos «смазанный»; σμηκτρίς smektris «земля ходячего») — глинистый минерал из группы набухающих слоистых силикатов (филлосиликатов), имеющих трехслойное строение. Смектиты состоят в основном из монтмориллонита, но также содержат кварцевую и кальцитовую пыль.
Размер частиц смектита меньше всех других глинистых минералов, дисперсность больше.
Трехслойная структура состоит из двух тетраэдрических слоев, которые электростатически сшиты через катионы октаэдрического промежуточного слоя. Слои жестко не связаны друг с другом; они могут набухать из-за обратимого включения воды и других веществ.
Смектиты образуются в результате выветривания базальта и габбро.
Удельная поверхность минералов смектита может быть очень большой. Бентонит и монтмориллонит относятся к смектитам и представляют собой набухающие глиняные материалы с высокой пластичностью (LL>>500!).
Смектит имеет свободно удерживаемые между слоями катионы. Из-за структуры смектитов 2:1 кремнезем: глинозем, смектиты могут приклеивать как кремнезём, так и глинозём. Если предел LL составляет более 350 процентов, смектит является наиболее вероятным преобладающим глинистым минералом. Смектит содержит высокий pH, имеет высокий уровень электролита — проводит электрический ток даже в сухом виде.